# 激突!!新日本プロレス対UWFインターナショナル全面戦争
激突!!新日本プロレス対UWFインターナショナル全面戦争（げきとつ!!しんにほんプロレスたいユー・ダブリュー・エフ・インターナショナルぜんめんせんそう）は、新日本プロレスとUWFインターナショナルの合同興行として開催したプロレス興行。

## 概要
新日本プロレスに参戦した山崎一夫の処遇を巡り、1995年8月24日に高田延彦と長州力が電話会談をしたものの会談は決裂。すると長州は急遽、東京ドームを押さえてUWFインターナショナルとの全面対抗戦を決定。対戦カードは全て団体対抗戦、オープニング以外シングルマッチで行われるという異例の編成の平日興行だった。それにも関わらず開場前から客が詰め掛けチケットは即完売。入場希望者が殺到して最終的には当時新日本の興行では封鎖していた外野席を開放。バックスクリーン以外全ての席が埋まり、当日は東京ドームに6万7000人（超満員札止め＝主催者発表）のプロレスファンが集結した。これは当時のドーム観客動員新記録であり、実券（招待券などを除いた有料入場チケット）の枚数では今も記録は破られていないと言われている。試合前後に興奮冷めやらぬ両団体のファンが会場の外で喧嘩を起こし、入場できなかった客が会場の外で試合後に漏れる勝者の入場テーマ曲で勝敗を知り一喜一憂した。また特に大きな演出はなくそれが却って真剣勝負を思わせる緊張感を盛り上げたと言われる。当時としては異例的に、一般のニュースでもこの試合について報道された程、注目度が高かった。結果は5勝3敗で新日本が勝利を収めたが、Uインターも金原弘光、高山善廣、垣原賢人が高評価を得たことで注目を集める存在になった。

## 試合結果
日程
- 1995年10月9日

会場
- 東京ドーム

観衆
- 6万7000人

| No.                                        | 結果                                               | 試合形式                                         | 時間  |
| ------------------------------------------ | -------------------------------------------------- | ------------------------------------------------ | ----- |
| 1                                          | ○石沢常光、永田裕志（三角絞め）金原弘光、桜庭和志● | 30分1本勝負タッグマッチ                          | 10:47 |
| 2                                          | ○大谷晋二郎（羽根折り腕固め）山本健一●             | 15分1本勝負シングルマッチ                        | 07:18 |
| 3                                          | ●飯塚高史（腕ひしぎ逆十字固め）高山善廣○           | 30分1本勝負シングルマッチ                        | 07:39 |
| 4                                          | ●獣神サンダー・ライガー（猛虎原爆固め）佐野直喜○   | 30分1本勝負シングルマッチ                        | 10:14 |
| 5                                          | ○長州力（サソリ固め）安生洋二●                     | 45分1本勝負シングルマッチ                        | 04:45 |
| 6                                          | ●佐々木健介（膝十字固め）垣原賢人○                 | 45分1本勝負シングルマッチ                        | 09:13 |
| 7                                          | ○橋本真也（三角絞め）中野龍雄●                     | 45分1本勝負シングルマッチ                        | 07:20 |
| 8                                          | ○武藤敬司（c）（足4の字固め）高田延彦●             | IWGPヘビー級選手権試合 60分1本勝負シングルマッチ | 16:16 |
| - (c) – 試合開始時点でのチャンピオンを指す |                                                    |                                                  |       |

## 備考
当初、蝶野正洋は宮戸優光との試合が予定されていたが（パンフレットでの発表は第5試合30分1本勝負）、宮戸が対抗戦に反対して直前になりUWFインターナショナルを退団。蝶野もヒールであることを誇示するため、結局試合は組まれなかった。ただし宮戸自身は後のインタビューで「東京ドーム大会は自分がいないことを前提に開催が決定したもので、参戦のオファーも受けておらず、元から実体がないカードだった」とも述べている。また格闘技志向の田村潔司も対抗戦を嫌がって出場を拒否し、この興行以降も新日本プロレスのレスラーとの対戦を一切拒否している。
長州は試合前「俺から正面タックル一本でも取れたら、あいつらの勝ちでいいぞ」とコメントした。予告通り一度もテイクダウンは許さず、安生の打撃を涼しい顔で受け流し、最後はひねりを加えたバックドロップからリキラリアット、サソリ固めのフルコースで文字通りの完勝。わずか4分05秒の決着で、安生は実況のテレビ朝日・辻義就アナから「問題になりません!」などと言われるほどの負けっぷりであった。安生は1994年のヒクソン・グレイシーへのグレイシー道場破りの失敗で激しいバッシングを受けており、後にこの敗戦が禊でありプロレス界復帰への扉だったと述べている。また当日長州がサブミッション対策として体にオイルを塗っていてヌルヌルだったという証言もある。
レイザーラモンRGによると、RWF（立命館プロレス同好会）はRGを含む当時の所属メンバー全員で観戦。その中には後輩の棚橋弘至もいたと言う。

## 武藤敬司 対 高田延彦戦
第8試合は当時、高田が戴冠していたプロレスリング世界ヘビー級王座も賭けたダブルタイトルマッチを予定していたが、Uインター最高顧問のルー・テーズの反対に遭いIWGPヘビー級王座のみが賭けられた。試合は武藤が敢えてこの決戦用にドラゴンスクリューからの足4の字固めというプロレス的な技の組み合わせで勝利を収めた。武藤はこの試合が評価されて、同年のプロレス大賞MVPを受賞した。ドラゴンスクリューからの足4の字固めは当時武藤にとっての隠し技であり、以後この一連の足攻めは武藤の代名詞となった。
武藤は後年「あそこから俺は、ムーンサルトに頼らない大人のプロレスができるようになったんだよ」と語っている。一方で「本物の関節技」を売りにしたUWFが、4の字固めという古典的なプロレス流関節技で敗れたことはUWF陣営にとって衝撃であり、高田は「ドームでの対抗戦は、僕が武藤に足4の字で負けることで、Uインターでやってきた功績が否定された」としつつも、「あの対抗戦に若い選手たちを出せたということは、ひとつの財産になったと思うんですよ。あれだけ注目度の高い興行に、若いうちに出られたのは、彼らにとってとてつもない経験になったと思うし、出たという実績も永久に残りますしね」と振り返っている。
武藤はこの年のG1 CLIMAXで優勝した際の副賞としてガウンを贈呈されたのをきっかけに、以後のビッグマッチにおいてガウンを着用するようになり、この日の武藤はロングガウンをまとって入場し、ドームの入場ステージのど真ん中で立ち止まって両手を広げ、大見得を切ってみせた。この振る舞いにアントニオ猪木は苦言を呈したが、以後新日本の多くのスター選手が大舞台で大見得を切ってから入場するようになり、この日の武藤の入場シーンは新日本の流儀すら変えていった。